# Lancia 1Z
Der Lancia 1Z war ein italienischer Vierrad-Spähpanzer des Ersten Weltkrieges.

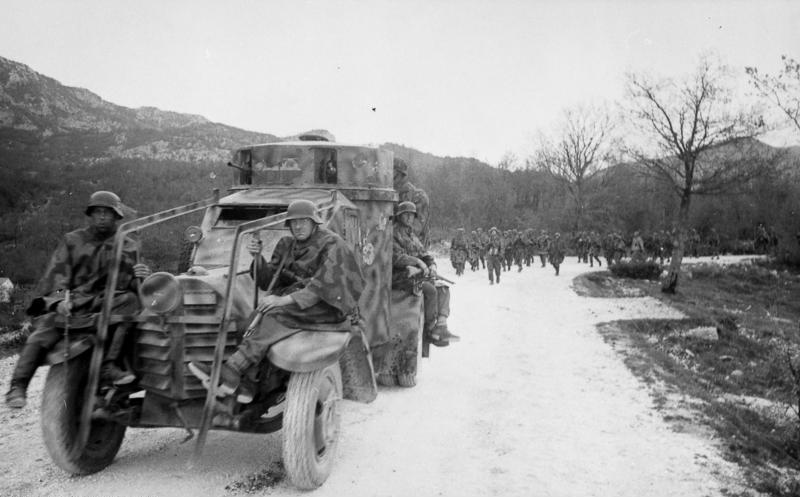
1943 von deutschen Truppen in Jugoslawien eingesetzter Lancia 1ZM

## Geschichte
Lancia entwickelte das auf dem 1Z-LKW basierende Fahrzeug im Jahre 1912. Zunächst wurden die Wagen vor allem im Kolonialdienst in Nordafrika eingesetzt. Mit dem Ausbruch des Ersten Weltkrieges wurden die Fahrzeuge aber in aller Eile zurück in die Heimat geholt und an der Isonzo-Front eingesetzt. Ihre Hauptaufgabe war die Überwachung der rückwärtigen Räume und die Sicherung wichtiger Straßenkreuzungen und Weggabelungen. Ein Einsatz im Feld war mangels Geländegängigkeit nicht möglich. Nach dem Ende des Krieges wurden die meisten Fahrzeuge in Albanien eingesetzt, wo sie die einzigen gepanzerten Streitkräfte darstellten. Einige Fahrzeuge blieben im Dienst der italienischen Armee und wurden auch noch im Spanischen Bürgerkrieg eingesetzt. Abgelöst wurden sie durch das Autoblindo AB41.
Insgesamt wurden 120 Panzerwagen Lancia 1Z gebaut.

## Technik
Im Grunde hatte Lancia lediglich das komplette Chassis und die Fahrerkabine des 1Z-LKW gepanzert. Der MG-Turm wurde einfach auf diesen Aufbau montiert. Aufgrund der durch andere Mächte während des Krieges gemachten Erfahrungen wurden Stahlscheren an der Front und dem Heck des Wagens angebracht. So konnten Stacheldrahthindernisse problemlos überwunden werden.
An und für sich war der Lancia 1Z ein für seine Zeit recht fortschrittliches Fahrzeug. Der vollgepanzerte Turm stellte eine Art Novum dar, das bei gepanzerten Spähwagen erst beim Autoblindo AB41 von 1940 oder dem Marmon-Herrington Armoured Car von 1938 wieder Standard werden sollte. Dies ist angesichts der Fortschritte, die die Militärtechnik zwischen den beiden Weltkriegen gemacht hatte, einer der Gründe, warum der 1Z-Wagen so lange im Dienst der italienischen Armee blieb.